# DOWN TOWN (EPOのアルバム)
『DOWN TOWN』（ダウン・タウン） は、EPOの1枚目のオリジナル・アルバム。1980年3月21日発売。発売元はRCA ⁄ RVC。

## 概要
本作と同タイトル・同時発売のシングル「DOWN TOWN」とB面曲「クラクション」を含む、EPOのデビュー作となるオリジナル・アルバム。「DOWN TOWN」は1970年代半ばに活動したロックバンド、シュガー・ベイブの楽曲として広く知られている。
プロデュースは宮田茂樹が担当しており、主な編曲家に林哲司、清水信之を迎えて制作された。コーラスには、当時同じレコード会社に所属していたシュガーベイブのメンバーであった山下達郎と大貫妙子のほか、竹内まりやらが参加している。

## 背景
EPOはデビュー当時、自らの音楽を ”イエロー・ポップ” と表現し、本作はロックでも歌謡曲でもない独自の音楽を作ることを目指し制作された。収録作品にはEPO自身の実体験を基に書かれた詞や、高校時代から書き溜めた曲が反映され、その大半を占めている。発売当時は体育大の1年生だったEPOは、本作発売後の心境について「デビュー・アルバムとしては、音楽的な評価が高かった。芸能界にちょっと違和感があった。自分はちゃんとやっていけるだろうかと、毎日思っていた。」と述懐しているように、レコーディングは順風満帆とはいかず、プロデューサーとの意見の相違もあったが、昼間の大学生活と、その後朝までスタジオに籠って楽曲制作をするという、ハードなスケジュールの両極を行ったり来たりすることは楽しく刺激的な日々であり、興奮の毎日だったと話している。また、自分にとってレコーディングにはテクニックではなく空気感が大事であるといい、参加したミュージシャンが演奏に取り組むときの姿勢や彼らの性格を重視し、その時の人間関係から生まれる偶然のハプニングがなければレコーディングはつまらないとも語っている。

## 収録曲

### LP・CT
| 全作詞・作曲: EPO (特記以外)。 |                                              |                |                |                                         |      |
| #                              | タイトル                                     | 作詞           | 作曲・編曲     | 編曲                                    | 時間 |
| 1.                             | 「DOWN TOWN」(作詞:伊藤銀次 / 作曲:山下達郎) | EPO (特記以外) | EPO (特記以外) | 林哲司・清水信之                        | 4:13 |
| 2.                             | 「約束は雨の中」                             | EPO (特記以外) | EPO (特記以外) | 林哲司・清水信之(ホーン)                | 2:50 |
| 3.                             | 「クラクション」                             | EPO (特記以外) | EPO (特記以外) | 富樫春生・乾裕樹(ストリングス)          | 3:53 |
| 4.                             | 「日曜はベルが鳴る前に」                     | EPO (特記以外) | EPO (特記以外) | 林哲司・清水信之(ストリングス & ホーン) | 3:35 |
| 5.                             | 「語愛 (かたらい)」                          | EPO (特記以外) | EPO (特記以外) | EPO                                     | 5:03 |
| 合計時間:                      | 合計時間:                                    | 合計時間:      | 19:34          |                                         |      |

| 全作詞・作曲: EPO (特記以外)。 |                                                                         |                |                |                                                                      |      |
| #                              | タイトル                                                                | 作詞           | 作曲・編曲     | 編曲                                                                 | 時間 |
| 1.                             | 「ポップ・ミュージック～DOWN TOWN」(「DOWN TOWN」作詞・作曲:Tony Hatch) | EPO (特記以外) | EPO (特記以外) | 「ポップ・ミュージック」: EPO 「DOWN TOWN」: EPO・山下達郎・清水信之 | 0:53 |
| 2.                             | 「アスファルト・ひとり…」                                               | EPO (特記以外) | EPO (特記以外) | EPO・乾裕樹(ストリングス)                                            | 3:52 |
| 3.                             | 「言い訳はしないけど」                                                  | EPO (特記以外) | EPO (特記以外) | 清水信之                                                             | 3:48 |
| 4.                             | 「水平線追いかけて」                                                    | EPO (特記以外) | EPO (特記以外) | 林哲司・清水信之(ストリングス & ホーン)                              | 3:27 |
| 5.                             | 「珈琲タイム」                                                          | EPO (特記以外) | EPO (特記以外) | EPO                                                                  | 2:14 |
| 合計時間:                      | 合計時間:                                                               | 合計時間:      | 14:14          |                                                                      |      |

### CD・Blu-spec CD2
| 全作詞・作曲: EPO (特記以外)。 |                                                                         |                |                |                                         |      |
| #                              | タイトル                                                                | 作詞           | 作曲・編曲     | 編曲                                    | 時間 |
| 1.                             | 「DOWN TOWN」(作詞:伊藤銀次 / 作曲:山下達郎)                            | EPO (特記以外) | EPO (特記以外) | 林哲司・清水信之                        | 4:14 |
| 2.                             | 「約束は雨の中」                                                        | EPO (特記以外) | EPO (特記以外) | 林哲司・清水信之(ホーン)                | 2:52 |
| 3.                             | 「クラクション」                                                        | EPO (特記以外) | EPO (特記以外) | 富樫春生・乾裕樹(ストリングス)          | 3:54 |
| 4.                             | 「日曜はベルが鳴る前に」                                                | EPO (特記以外) | EPO (特記以外) | 林哲司・清水信之(ストリングス & ホーン) | 3:36 |
| 5.                             | 「語愛 (かたらい)」                                                     | EPO (特記以外) | EPO (特記以外) | EPO                                     | 5:03 |
| 6.                             | 「ポップ・ミュージック～DOWN TOWN」(「DOWN TOWN」作詞・作曲:Tony Hatch) | EPO (特記以外) | EPO (特記以外) | EPO・山下達郎・清水信之                 | 0:54 |
| 7.                             | 「アスファルト・ひとり…」                                               | EPO (特記以外) | EPO (特記以外) | EPO・乾裕樹(ストリングス)               | 3:53 |
| 8.                             | 「言い訳はしないけど」                                                  | EPO (特記以外) | EPO (特記以外) | 清水信之                                | 3:46 |
| 9.                             | 「水平線追いかけて」                                                    | EPO (特記以外) | EPO (特記以外) | 林哲司・清水信之(ストリングス & ホーン) | 3:28 |
| 10.                            | 「珈琲タイム」                                                          | EPO (特記以外) | EPO (特記以外) | EPO                                     | 2:14 |
| 合計時間:                      | 合計時間:                                                               | 合計時間:      | 33:54          |                                         |      |

## 発売履歴
| 地域 | リリース日     | レーベル    | 規格         | 規格品番   | 備考                   |
| ---- | -------------- | ----------- | ------------ | ---------- | ---------------------- |
| 日本 | 1980年3月21日  | RCA / RVC   | 30cmLP       | RVL-8048   |                        |
| 日本 | 1980年3月21日  | RCA / RVC   | カセット     | RCJ-1637   |                        |
| 日本 | 1984年9月21日  | RCA / RVC   | 12cmCD       | RHCD-9     | 初CD化                 |
| 日本 | 1986年8月15日  | RCA / RVC   | 12cmCD       | R32H-1029  | 再発盤                 |
| 日本 | 1994年10月21日 | BMGビクター | 12cmCD       | BVCR-8001  | Q盤 音パレード         |
| 日本 | 1999年6月23日  | BMGジャパン | 12cmCD       | BVCK-38005 | RCA CD名盤選書         |
| 日本 | 2007年4月25日  | Sony Music  | 12cmCD       | BVCK-17001 | 紙ジャケット           |
| 日本 | 2015年4月8日   | Sony Music  | Blu-spec CD2 | MHC7-30023 | タワーレコード限定販売 |
| 日本 | 2020年9月9日   | Sony Music  | 音楽配信     |            | ハイレゾ有             |
| 日本 | 2021年8月28日  | Sony Music  | 30cmLP       | MHJL-186   | 完全生産限定盤         |
| 日本 | 2024年9月25日  | Sony Music  | Blu-spec CD2 | MHCL-31017 |                        |

## 参考資料
- オリコン・マーケティング・プロモーション『ALBUM CHART-BOOK COMPLETE EDITION 1970-2005』オリコン・エンタテインメント、2006年4月25日。ISBN 978-4-87131-077-2。 NCID BA78143746。